# Операція Highjump (1946—1947)

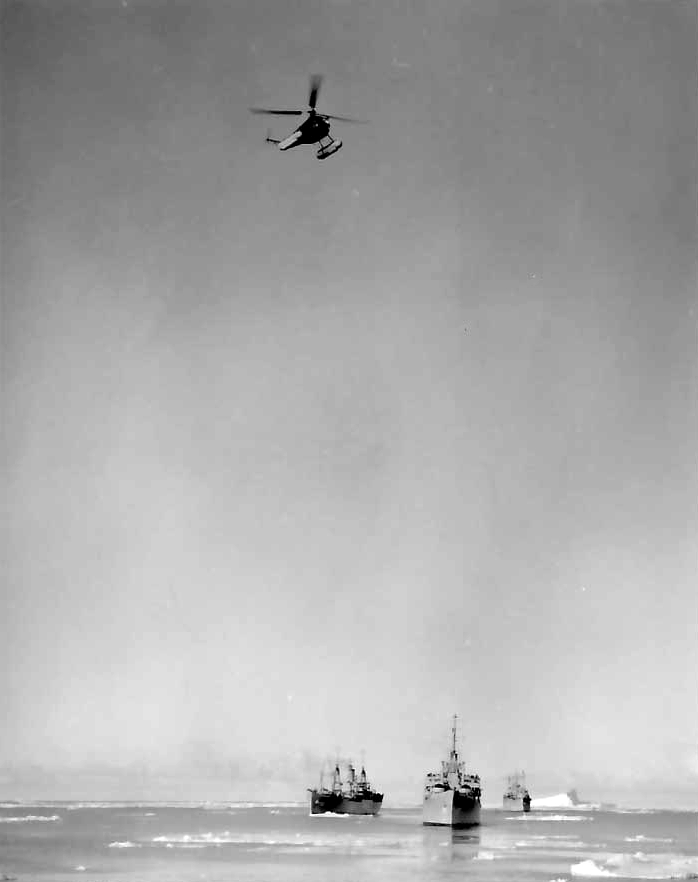
Повітряне узбережжя США. Вертоліт HNS-1 пролітає над цільовою групою 68.2 ВМС США у водах Антарктики під час операції «Хайджамп».

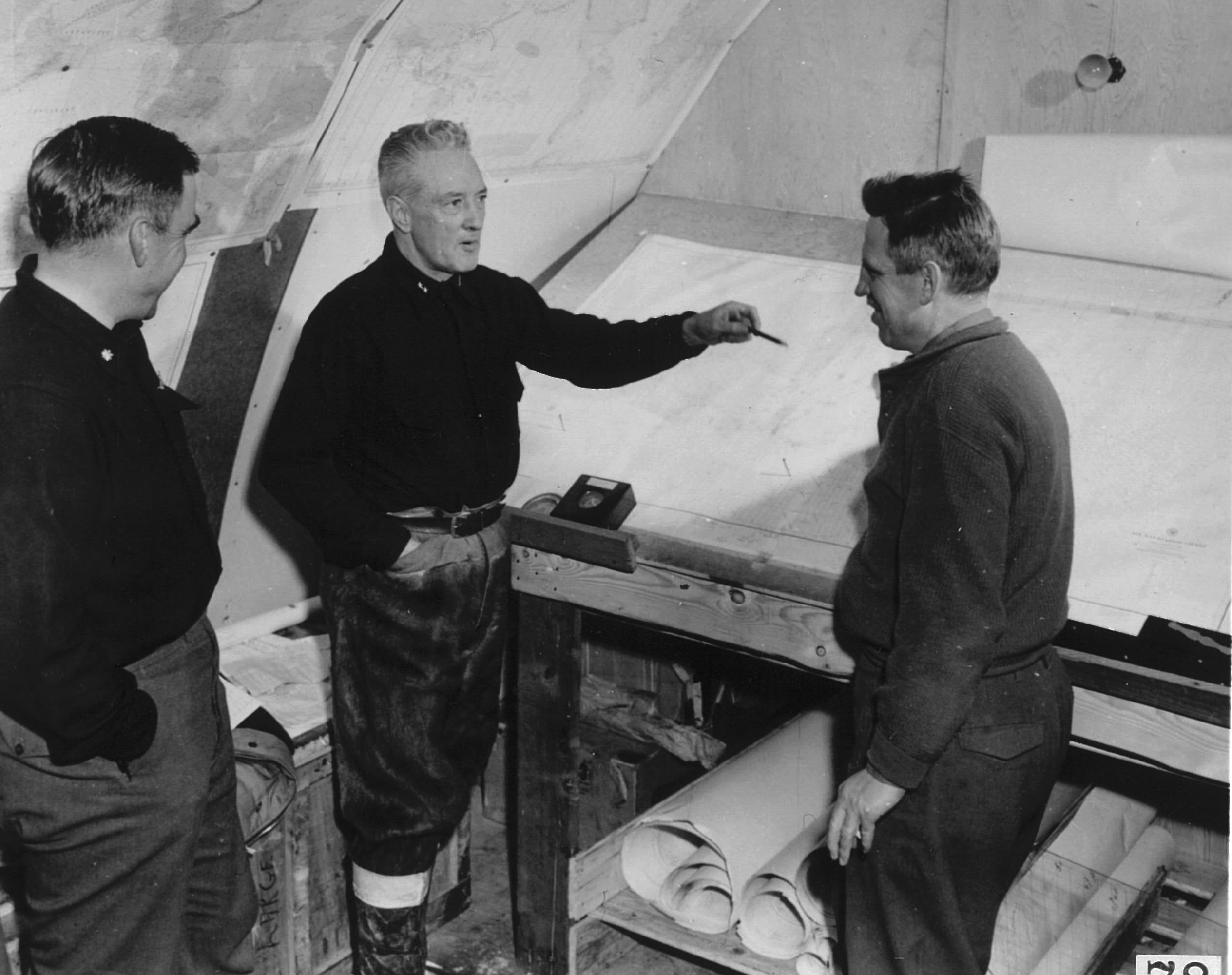
Контр-адмірал Річард Берд, центр, роз'яснює план колегам з операцій Highjump у їхньому таборі Little America IV.

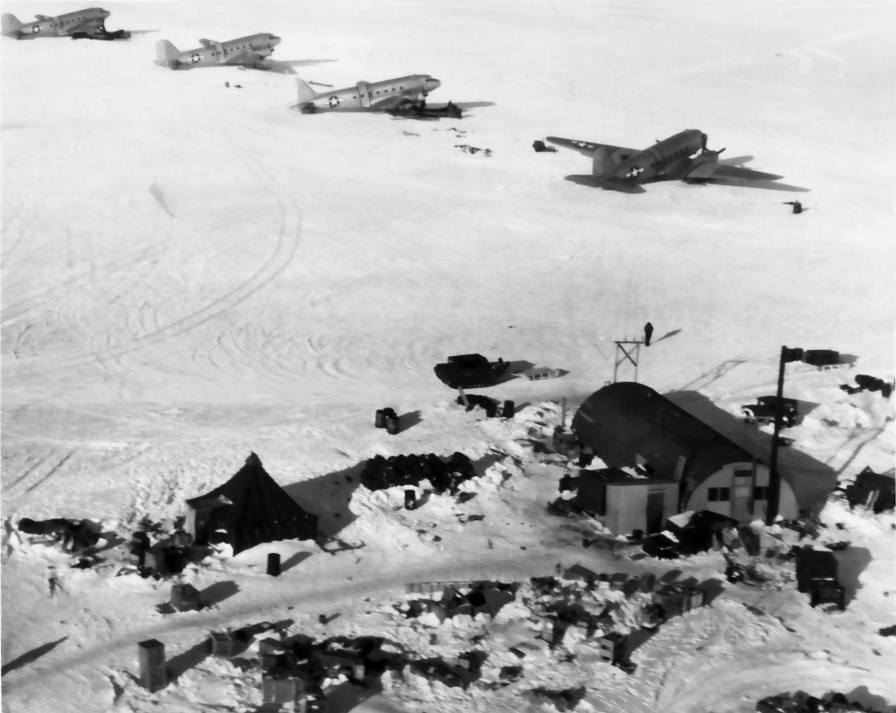
Військово-морський флот США Дуглас R4D Skytrain на станції Little America IV в Антарктиді під час операції Highjump.

Операція Highjump (OpHjp, «Високий стрибок», офіційна назва — англ. The United States Navy Antarctic Developments Program, 1946 - 1947 — Програма ВМС США з освоєння Антарктики, 1946—1947) — американська антарктична експедиція, організована ВМС США в 1946 році. Її мета — дослідження Антарктиди.
Операція розпочалася 26 серпня 1946 року і закінчилася в кінці лютого 1947, на шість місяців раніше планового терміну, через ранній прихід антарктичної зими (за офіційною версією).

## Керівництво операцією
Кодову назву експедиції «Операція Хайджамп» («Високий стрибок») дав Честер Вільям Німіц — начальник оперативного штабу ВМС США та головнокомандувач тихоокеанського флоту США під час Другої світової війни, адмірал флоту.
Завдання експедиції згідно з інструкцією:
- випробування особового складу й техніки в екстремальних погодних умовах;
- встановлення американського суверенітету над якомога більшою територією;
- з'ясування можливості організації та обслуговування антарктичних баз;
- проведення наукових досліджень й зібрання геологічних, метеорологічних та географічних матеріалів.

Спочатку командувати операцією було доручено контрадміралу Річарду Крузену, який брав участь в експедиції Річарда Берда (1939—1941). В останній момент Крузен очолив «Операцію Нанук», що попрямувала влітку до Гренландії.
Командувачем військової експедиції призначили Річарда Берда, хоча він ніколи не командував військовими кораблями та не брав участі у військових діях. Контрадмірал Берд був видатним мандрівником, дружив з колишнім президентом Рузвельтом й користувався величезним впливом.
Пізніше керівництво експедиції прийшло до висновку, що її головною метою має стати :
- аерофотографування всієї берегової лінії Антарктиди;
- аерофотографування внутрішніх районів материка;
- організація антарктичних баз;
- наукові дослідження.

Літакам належало здійснювати регулярні рейси над континентом, фотографуючи його поверхню. У разі виконання програми вся берегова смуга Антарктиди була б покрита аерофотознімками.

## Розділення експедиції
В грудні 1946 року кораблі Атлантичного та Тихоокеанського флотів США рушили на південь.
Склад оперативної групи :
- 13 кораблів, у тому числі два криголами берегової охорони, один авіаносець, гідро-авіатранспорт і підводний човен;
- 33 літаки;
- 4700 військовослужбовців і 25 вчених.

До складу експедиції входили: Лінкольн Елсворт- полярний дослідник, льотчик; Честер У. Німіц- начальник оперативного штабу ВМС; Річард Крузен, контр-адмірал.
Експедиція була розділена на три групи: центральну, що йшла до шельфового льодовика Росса, західну, що прямувала до островів Баллені і далі на захід навколо континенту до гринвіцького меридіану, і східну, що рухалась до острова Петра I і далі на схід — назустріч західній групі.

### Центральна група
30 грудня 1946 року центральна група наблизилася до острова Скотта, після чого криголам провів кораблі в Китову бухту.
15 січня 1947 року для будівництва бази, та злітно-посадкових смуг, відбулося вивантаження на берег техніки та матеріалів. Місце було вибрано поблизу колишньої станції Берда.
25 січня 1947 року авіаносець «Філіппінське море» з шістьма транспортними літаками R4D на борту досяг острова Скотта. Через кілька днів усі літаки перелетіли на берегову базу. Місія авіаносця закінчилася, і він повернувся додому.
У лютому почалися польоти вздовж берегової лінії й углиб материка, в ході яких проводилася аерофотозйомка. Берд двічі здійснив політ до Південного полюсу. До середини місяця погода зіпсувалася, а після 20-го числа польоти через метеоумови довелося остаточно згорнути. Всі члени експедиції були евакуйовані з бази 23 лютого 1947 року.

### Західна група
25 грудня 1946 року західна група досягла кромки льодів на північний схід від островів Баллені. В той же день розпочалися польоти гідролітаків над Антарктидою. За весь період робіт вдалося зняти берегову смугу в інтервалі від 165 ° до 65 ° сх. д., та значні ділянки в глибині материка. Західній групі заважали працювати сильні тумани.

### Східна група
Через сніжні заряди та часті шторми робота пілотів східної групи була небезпечною. Проте вони виконали знімання берегової зони від 70° до 130° з. д., завдяки чому були уточнені карти берегів двох морів — Беллінсгаузена та Амундсена.

## Наукові досягнення експедиції
Всього було знято майже 9 тис. км берегової лінії, що складає половину її загальної протяжності (17 968 км) та майже 70 тисяч аерофотознімків узбережжя і внутрішніх районів Антарктиди. Багато знімків було без прив'язки до пунктів з точними координатами. Експедиція під кодовою назвою «Операція Віндмілл» («Вітряк») встановила необхідні контрольні точки у 1948 році, тим самим виправивши цю ситуацію.
Масштабність, засекреченість операції та її різке згортання у лютому 1947 року породили багато чуток. Підозрювали, що головна мета операції полягала в ліквідації секретної гітлерівської бази.

## Галерея

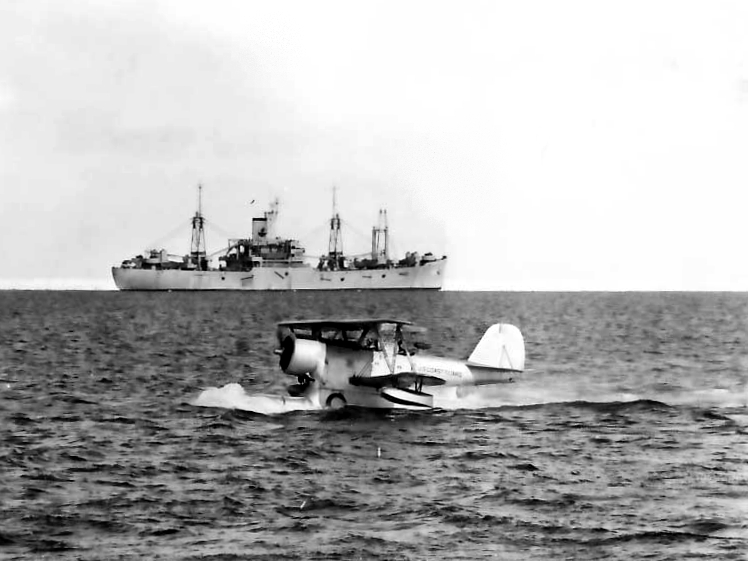
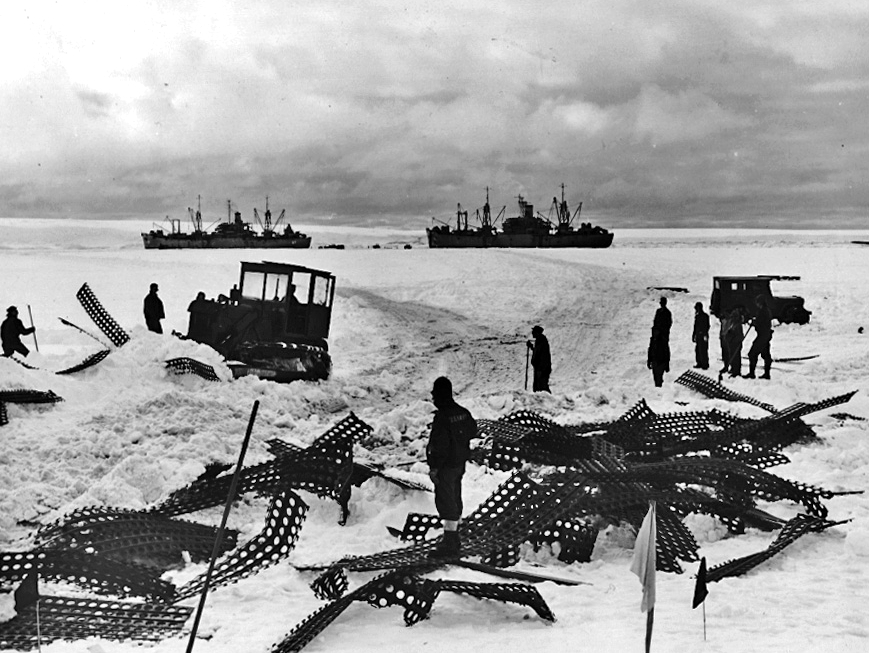
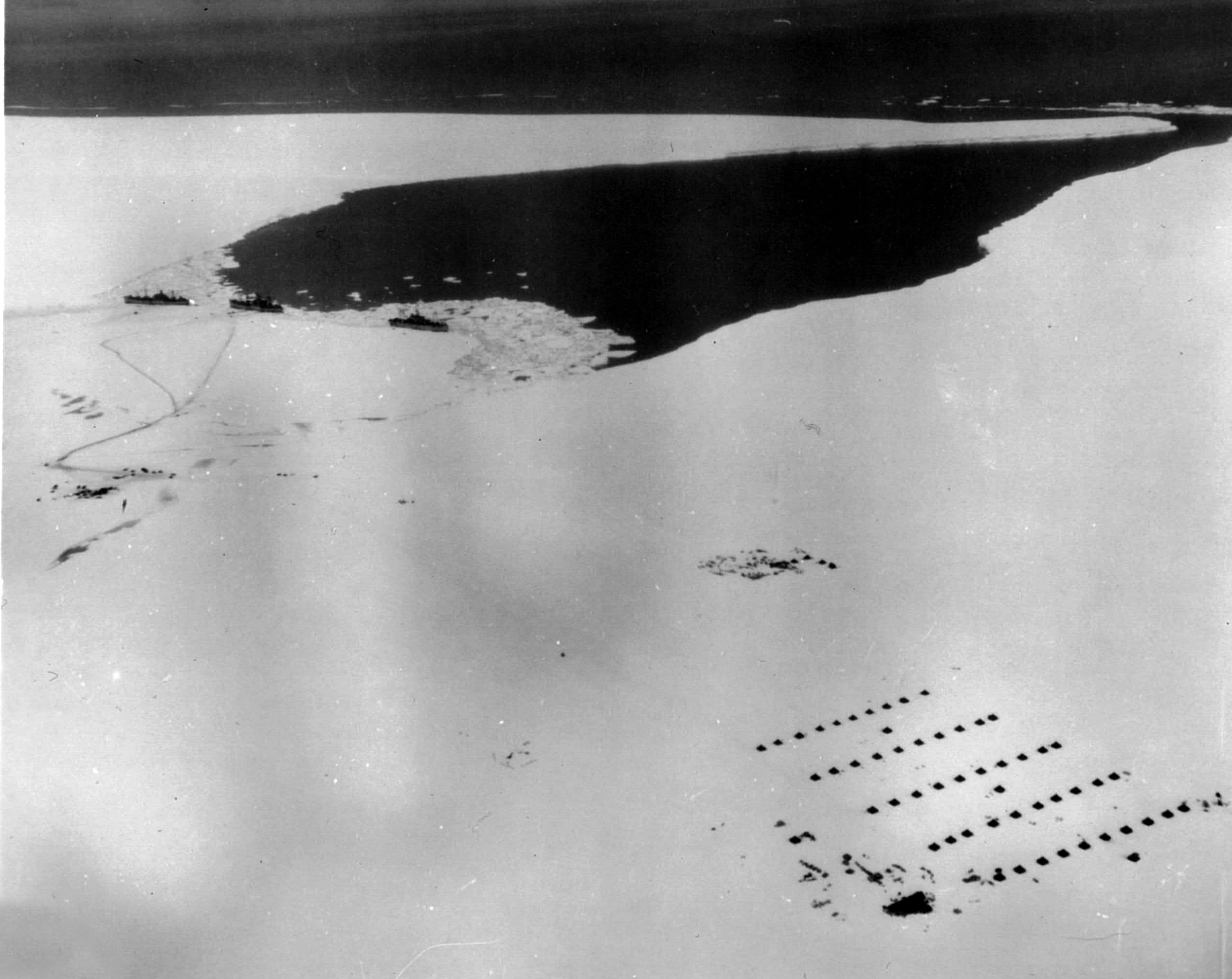
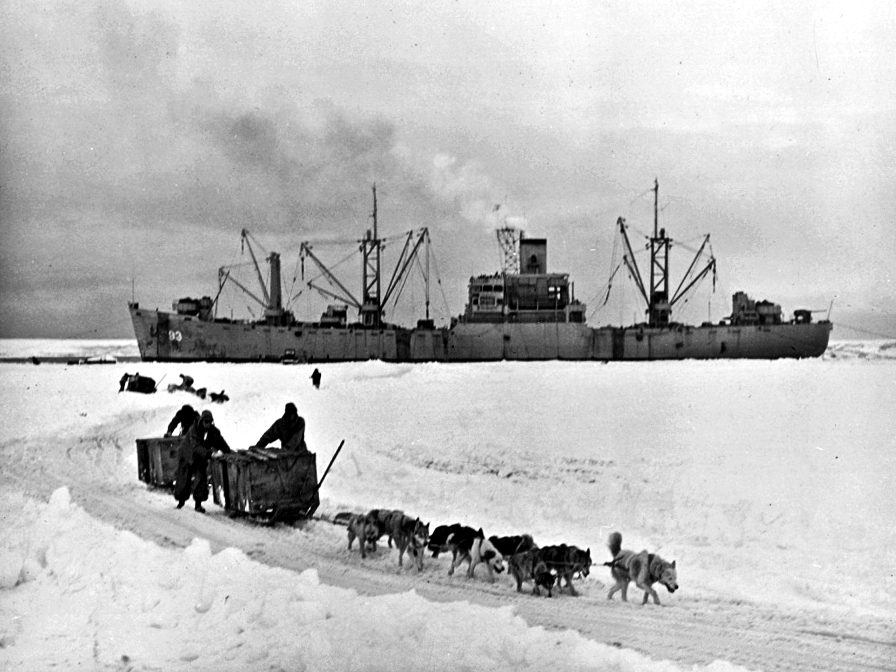
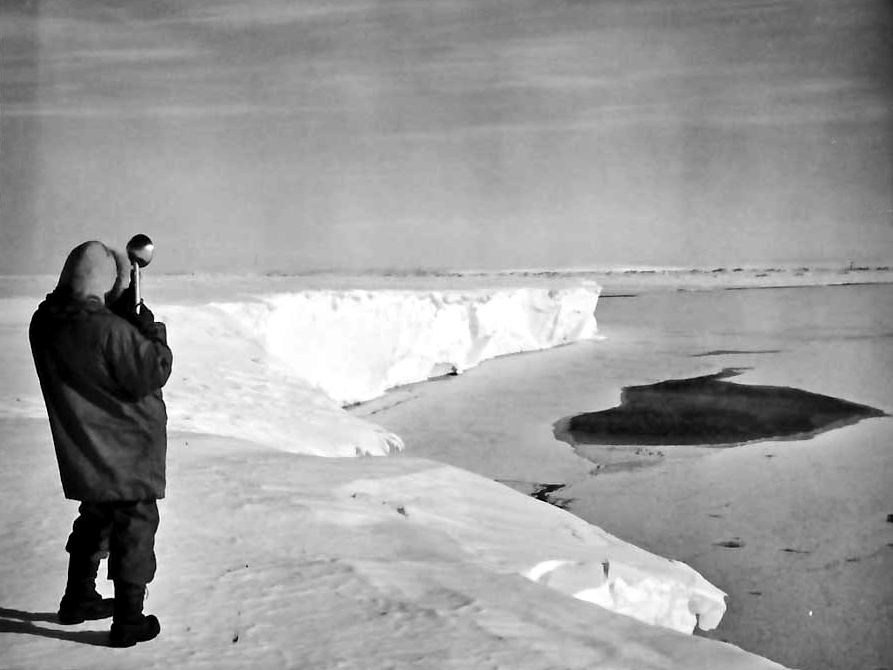
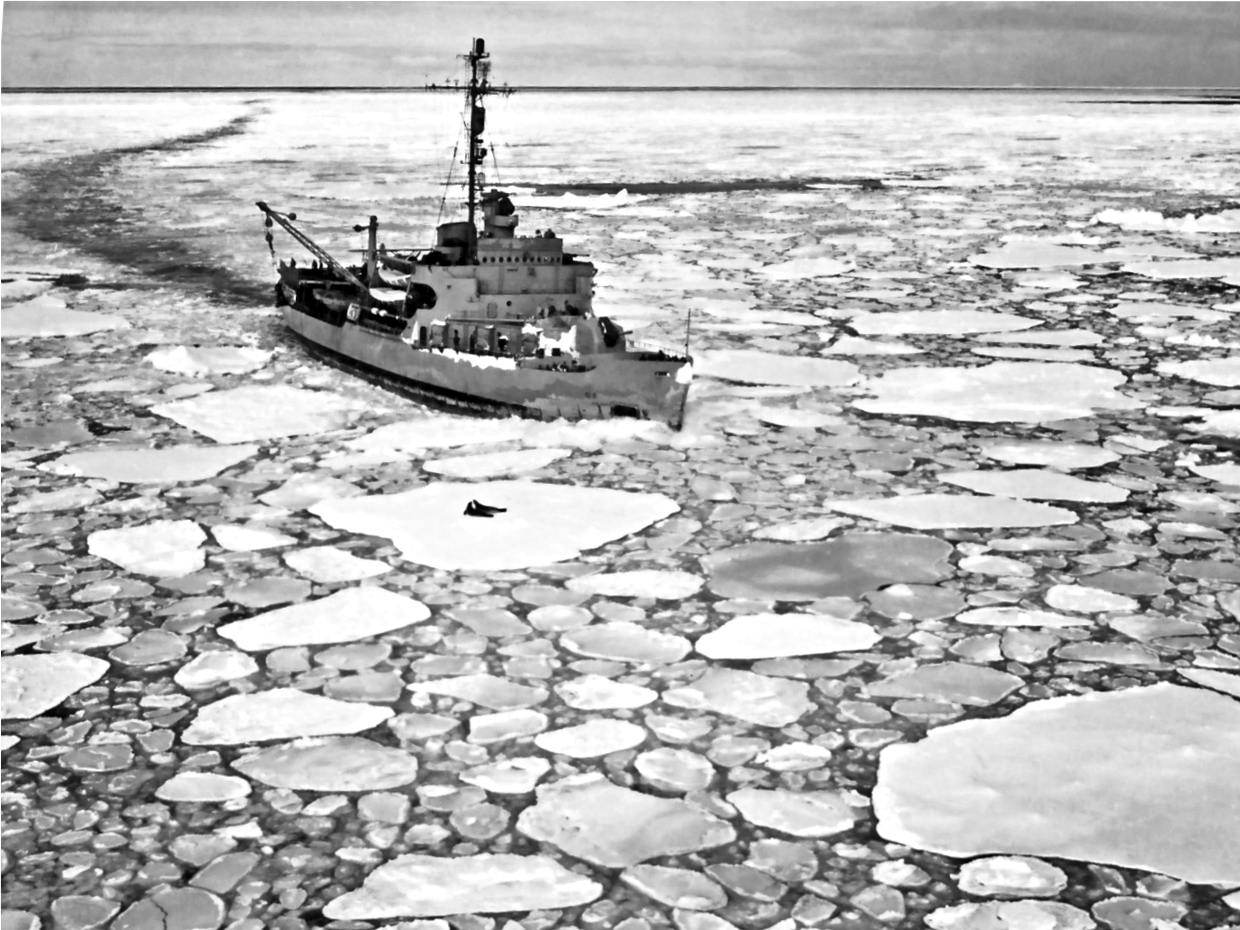
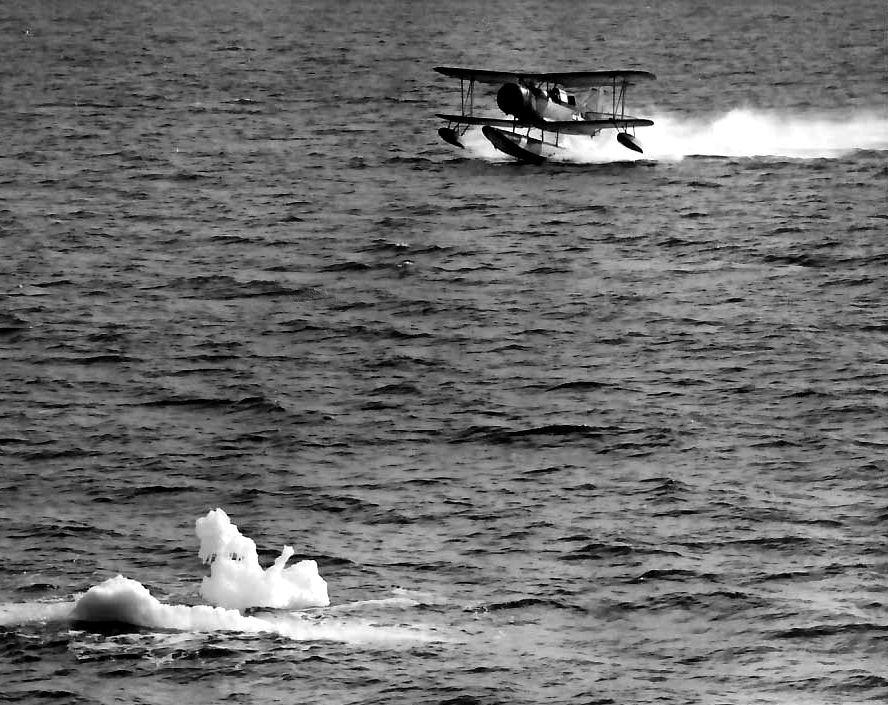